# Wyczos
Wyczos – przysiółek wsi Połoski w Polsce położony w województwie lubelskim, w powiecie bialskim, w gminie Piszczac.
W latach 1975–1998 przysiółek administracyjnie należał do województwa bialskopodlaskiego.